# Megaphrynium velutinum
Megaphrynium velutinum là một loài thực vật có hoa trong họ Marantaceae. Loài này được (K.Schum.) Koechlin mô tả khoa học đầu tiên năm 1964.